# The Byrds
The Byrds byla americká rocková hudební skupina založená v roce 1964 v Los Angeles. Kapela během své existence prošla několika změnami v sestavě, přičemž frontman Roger McGuinn (do poloviny roku 1967 známý jako Jim McGuinn) byl jejím jediným stálým členem. Přestože jejich období jako jedné z nejpopulárnějších skupin na světě trvalo jen krátce v polovině 60. let, jsou Byrds kritiky považováni za jednu z nejvlivnějších rockových skupin své doby. Jejich charakteristický zvuk „andělských harmonií“ a McGuinnovy cinkavé dvanáctistrunné kytary Rickenbacker byl „přijat do slovníku rocku“ a nadále ovlivňuje další umělce.
Zpočátku byli Byrds průkopníky hudebního žánru folk rock, který v roce 1965 zpopularizovali spojením vlivu Beatles a dalších kapel britské invaze se současnou a tradiční folkovou hudbou na svých prvních dvou albech a hitech „Turn! Turn! Turn!“ a „Mr. Tambourine Man“. Jak 60. léta pokračovala, skupina byla vlivná i při vzniku psychedelického rocku a raga rocku díky skladbě „Eight Miles High“ (1966) a albům Fifth Dimension (1966), Younger Than Yesterday (1967) a The Notorious Byrd Brothers (1968). Skupina také sehrála průkopnickou roli při vývoji country rocku, přičemž album Sweetheart of the Rodeo z roku 1968 představovalo jejich nejhlubší ponoření do tohoto žánru.
Původní pětičlennou sestavu tvořili Roger McGuinn (sólová kytara, zpěv), Gene Clark (tamburína, zpěv), David Crosby (doprovodná kytara, zpěv), Michael Clarke (bicí) a Chris Hillman (basová kytara, zpěv). Na počátku roku 1966 Clark skupinu opustil kvůli problémům spojeným s úzkostmi a rostoucí izolací uvnitř kapely. Byrds pokračovali jako kvartet až do konce roku 1967, kdy odešli také Crosby a Clarke. McGuinn a Hillman se rozhodli najmout nové členy, včetně průkopníka country rocku Grama Parsonse, ale do konce roku 1968 odešli i Hillman a Parsons. McGuinn se rozhodl sestavit novou verzi skupiny; mezi lety 1968 a 1973 vedl novou inkarnaci Byrds, která zahrnovala mimo jiné kytaristu Clarence Whitea. McGuinn tuto verzi skupiny rozpustil začátkem roku 1973, aby uvolnil cestu pro znovusjednocení původní pětice. Poslední album Byrds vyšlo v březnu 1973 a znovusjednocená skupina se ještě téhož roku rozpadla.
Několik bývalých členů Byrds pokračovalo v úspěšných kariérách, ať už jako sóloví umělci, nebo jako členové skupin jako Crosby, Stills, Nash & Young, The Flying Burrito Brothers, McGuinn, Clark & Hillman a The Desert Rose Band. V roce 1991 byli Byrds uvedeni do Rock and Roll Hall of Fame, při této příležitosti spolu původních pět členů vystoupilo naposledy. Gene Clark zemřel na infarkt později toho roku, zatímco Michael Clarke zemřel na selhání jater v roce 1993. Crosby zemřel v roce 2023. McGuinn a Hillman jsou stále hudebně aktivní.

## Historie
Začátkem 60. let nahrála skupina pod jménem Jet Set několik neúspěšných singlů. Po příchodu Chrise Hillmana a změně jména skupiny na The Byrds se v roce 1965 podařilo hudebníkům nahrát velmi úspěšné album Mr. Tambourine Man, na kterém skloubili lyriku Boba Dylana a melodiku The Beatles. Byrds byli průkopníky folkrocku, což dokumentuje série úspěšných singlů z let 1965–1967 např. „Turn! Turn! Turn!“, „Eight Miles High“, „So You Want to Be a Rock 'n' Roll Star“ a „My Back Pages“.
V roce 1966 skupinu opustil Gene Clark. V témže roce skupina vydala album Fifth Dimension, které je směsicí folkrockových instrumentací, jazzových a reggae rockových prvků. Na začátku roku 1967 vyšlo další album Younger Than Yesterday. Na podzim téhož roku skupinu opustil David Crosby, aby zakotvil ve formaci Crosby, Still & Nash a nakonec odešel i Michael Clarke. Zbytek skupiny The Byrds dokončil album The Notorious Byrd Brothers.
Začátkem roku 1968 do skupiny přišel Gram Parsons a Kevin Kelley, kteří přinesli nový styl – country & western a krátce na to nahráli společně album Sweetheart of the Rodeo. Na přelomu let 1968–1969 se téměř celé obsazení skupiny vyměnilo, bývalí členové založili nové hudební formace (např. The Flying Burrito Brothers, Dillard and Clark, Manassas…). Noví členové skupiny nahráli alba Dr. Byrds & Mr. Hyde, Ballad of Easy Rider, (Untitled), Byrdmaniax a Farther Along. Po roce 1972 se skupina The Byrds rozpadla. Přispěla k tomu i smrt dvou členů, Clarence White zemřel při autonehodě a Gram Parsons na předávkování drogami. Svou činnost obnovili na krátko, na počátku 90. let 20. století.
Na svém vrcholu, v polovině šedesátých let, patřili The Byrds k jedné z nejvýznamnějších skupin amerického rocku. Byli průkopníky folkrocku, reggae rocku a prorazili cestu stylu country rocku, jejich následovníky byli např. američtí Eagles.

## Vydaná alba a členové skupiny
1. Mr. Tambourine Man (21. června 1965) US #6; UK #7
2. Turn! Turn! Turn! (6. prosince 1965) US #17; UK #11
3. Fifth Dimension (18. července 1966) US #24; UK #27
4. Younger Than Yesterday (20. února 1967) US #24; UK #37
5. The Byrds' Greatest Hits (7. srpna 1967) US #6;
6. The Notorious Byrd Brothers (3. ledna 1968) US #47; UK #12
7. Sweetheart of the Rodeo (22. července 1968) US #77
8. Dr. Byrds & Mr. Hyde (3. února 1969) US #153; UK #15
9. Ballad of Easy Rider (27. října 1969) US #36; UK #41
10. (Untitled) (16. září 1970) US #40; UK #11
11. Byrdmaniax (3. června 1971) US #46
12. Farther Along (17. listopadu 1971) US #152
13. The Best of The Byrds: Greatest Hits, Volume II (listopad 1972) US #114
14. Byrds (březen 1973) US #20; UK #31
15. The Byrds (listopad 1990) US #151
16. Live at the Fillmore - (únor 1969, únor 2000)
17. The Byrds Play Dylan (červen 2002)
18. The Essential Byrds (duben 2003)
19. The Very Best Of (červen 2006)